# Vencelas Dabaya
Vencelas Dabaya Tientcheu (* 28. dubna 1981 Kumba) je bývalý francouzský a kamerunský vzpěrač. Je vysoký 167 cm a soutěžil v lehké váze.
Vzpírání se začal věnovat ve dvanácti letech. Jako reprezentant Kamerunu získal v roce 1999 bronzovou medaili na Afrických hrách a v roce 2002 vyhrál Hry Commonwealthu. Na olympiádě v roce 2004, kde byl vlajkonošem své země, obsadil páté místo. 
V listopadu 2004 mu bylo uděleno francouzské občanství. Vybojoval pro Francii bronzovou medaili na mistrovství světa ve vzpírání v roce 2005. V roce 2006 skončil třetí na mistrovství Evropy ve vzpírání (po diskvalifikaci vítězného Henadzi Aliaščuka z Běloruska se dodatečně posunul na druhé místo) a stal se v Santo Domingu mistrem světa v kategorii do 69 kg. V roce 2007 získal na domácí půdě ve Štrasburku titul mistra Evropy a pak byl čtvrtý na mistrovství světa. Na pekingské olympiádě v roce 2008 skončil druhý za Číňanem Liao Chuejem. V tomto roce vytvořil v Heidelbergu osobní rekord ve dvojboji 339 kg. Na evropských šampionátech 2008, 2009 a 2012 obsadil pokaždé druhé místo. Kariéru ukončil po londýnské olympiádě v roce 2012, kde nezapsal ani jeden platný pokus. Působí jako trenér vzpírání v Institut national du sport, de l'expertise et de la performance.